# Allianz – Anonyme Gesellschaft für Bergbau und Hüttenbetrieb bei Stolberg
Die Allianz – Anonyme Gesellschaft für Bergbau und Hüttenbetrieb bei Stolberg ging 1851 unter maßgeblicher Beteiligung von französischem Kapital aus der KG Bredt & Co. hervor, deren Hauptbeteiligte der Regierungsrat Jacob Bredt und der Tuchfabrikant A.W. Stoltenhoff gewesen waren. Die Allianz besaß die Gruben „Zufriedenheit“, „Wolfeter Hoffnung“ sowie „Albert“, hielt den Hauptanteil am Grubenfeld Büsbacherberg-Brockenberg wie auch geringe Anteile an der „Erzgrube Breinigerberg“ und betrieb die Bleihütte Luzilia in Büsbach sowie die Zinkhütte Steinfurt in Eschweiler.
Die Allianz löste sich 1856 wegen schlechter Ertragslage auf, da sie die Erzgrube Büsbacherberg-Brockenberg mit hohem finanziellen Aufwand ausgebaut hatte, die aufgeschlossenen Erzmittel sich jedoch kaum als förderwürdig erwiesen. Nach der Auflösung gelangte der Hauptteil des Grubenbesitzes über einige Umwege an die Eschweiler Gesellschaft und Stolberger Gesellschaft. Die Zinkhütte Steinfurt wurde noch bis 1859 von der Badischen Zink-Gesellschaft zu Mannheim betrieben.